# Hemerobius pehlkeanus
Hemerobius pehlkeanus is een insect uit de familie van de bruine gaasvliegen (Hemerobiidae), die tot de orde netvleugeligen (Neuroptera) behoort. 
Hemerobius pehlkeanus is voor het eerst wetenschappelijk beschreven door Krüger in 1922.